# Piskeorm
Piskeorm (Trichuriasis) er en indvoldsorm. Piskeorm er en indvoldsparasit, som er udbredt i hele verden og kan blive op til 7 cm lang.